# Steven Feder
Pour les articles homonymes, voir Feder.
Steven Feder est un réalisateur, scénariste, producteur et acteur américain, né à New York (États-Unis).

## Filmographie

### Scénariste et producteur
- 1993 : The Big Gig de Jeffrey Nachmanoff (court métrage)
- 1996 : The Cottonwood de lui-même
- 2000 : Fou d'elle (It Had to Be You) de lui-même
- 2005 : With a Bullet  de lui-même (en pré-production)
- 2006 : Colors of Love de Michael Schultz (en pré-production)

### Acteur
- 1993 : The Big Gig de Jeffrey Nachmanoff : Charlie (court métrage)
- 1996 : The Cottonwood : Charlie Black

### Réalisateur
- 1996 : The Cottonwood
- 2000 : Fou d'elle (It Had to Be You)
- 2005 : With a Bullet (en pré-production)